# Zsasz
Zsasz ofwel Mr. Zsasz (volledige naam: Victor Zsasz) is een fictieve superschurk uit de verhalen van het DC Comics-personage Batman. Hij is een seriemoordenaar die zijn aantal gepleegde moorden bijhoudt door voor elke dode een streepje in zijn eigen lichaam te turven met een mes. Zsasz werd bedacht door schrijver Alan Grant en tekenaar Norm Breyfogle, die hem in 1992 voor het eerst opvoerden in het eerste deel van de comicreeks Batman: Shadow of the Bat. Hij werd vernoemd naar psychiater Thomas Szasz.
De essentie van Zsasz' bestaan als superschurk is zijn mening dat al het bestaan zinloos is. Hij ziet het vermoorden van willekeurig wie daarom als een manier om mensen te bevrijden. Het grootste gedeelte van zijn bestaan zit hij opgesloten in Arkham Asylum. Zsasz bezit geen bovenmenselijke gaven.

## Verschijningen
- Batman: Shadow of the Bat #1-4 (1992)
- Batman: Knightfall (1993)
- Batman: No Man's Land (1999)
- Batman: Black & White Volume 2 (2002)
- Gotham Underground #1-9 (miniserie, 2007-08)
- Batman: Cacophony #1-3 (miniserie, 2008-09)

## In andere media

### Film
- In Batman Begins (2005) wordt Zsasz vertolkt door Tim Booth, de zanger van de Engelse band James. In de film wordt Zsasz ervan verdacht een huurmoordenaar te zijn in dienst van maffiabaas Carmine Falcone.
- In Birds of Prey (2020) wordt Zsasz vertolkt door acteur Chris Messina. In de film is Zsasz de rechterkant van Roman Sionis en wordt er gehint naar een liefdesrelaties tussen de twee. Zsasz wordt uiteindelijk door Huntress vermoord.

### Televisie
- In de live-action televisieserie Gotham uit 2014 verschijnt Zsasz voor het eerst in de zevende aflevering van het eerste seizoen. Hij werkt voor Falcone en wordt ingeschakeld om James Gordon te ontvoeren. Het turven van strepen op zijn lichaam wordt ook in deze serie getoond. Hij begint de serie met zevenentwintig streepjes. Zsasz wordt gespeeld door Anthony Carrigan.

### Videospellen
- Mr. Zsasz verschijnt in Batman: Arkham Asylum nadat hij vrij is gekomen uit zijn cel. De stem van Zsasz voor de Arkham-spellen werd ingesproken door Danny Jacobs.
- Mr. Zsasz verschijnt in een zij-missie in Batman: Arkham City. Zsasz belt willekeurige telefooncellen in Arkham City, als Batman reageert moet hij zo snel mogelijk een andere willekeurige telefoon in Arkham City beantwoorden anders wordt er een gegijzelde gevangene vermoord. Uiteindelijk wordt Zsasz gestopt en gevangen gezet door Batman.
- Zsasz verschijnt als een hele korte niet-sprekende cameo in het laatste spel Batman: Arkham Knight.